# Johann Weber
Johann Weber (Graz, 26 aprile 1927 – Graz, 23 maggio 2020) è stato un vescovo cattolico austriaco.

## Biografia
Monsignor Johann Weber nacque a Graz il 26 aprile 1927. Suo padre era un ispettore di gendarmeria.

### Formazione e ministero sacerdotale
Dal 1937 al 1938 studiò al seminario minore vescovile e dopo la sua soppressione si iscrisse al ginnasio accademico di Graz. Nel 1943, come molti altri ragazzi della sua generazione, fu arruolato nella Wehrmacht e nel 1945 gli fu concesso il superamento dell'esame di maturità per decreto. Lo stesso anno iniziò a studiare tedesco, storia e geografia all'Università di Graz. Nel 1946 si trasferì per studiare teologia.
Il 2 luglio 1950 fu ordinato presbitero per la Seckau. In seguito fu cappellano a Kapfenberg dal 1950 al 1953 e a Köflach dal 1953 al 1956. Nel 1956 divenne pastore diocesano della Gioventù cattolica dei lavoratori e nel 1962 parroco della parrocchia di Sant'Andrea a Graz. Il suo lavoro per i poveri e i bisognosi caratterizzò il suo lavoro in questi anni. Un esempio fu la costruzione di una casa per le donne incinte in difficoltà.

### Ministero episcopale

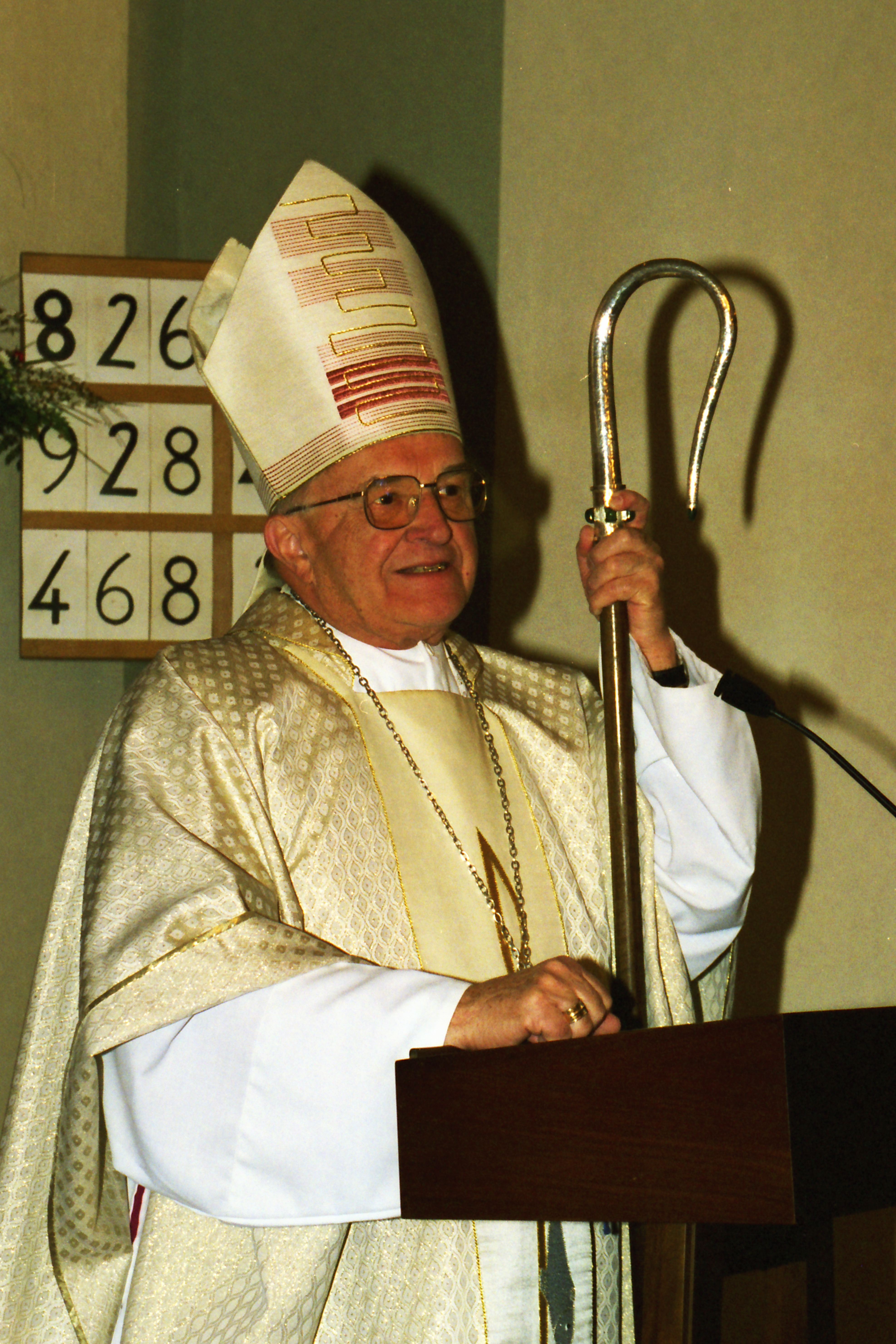
Monsignor Johann Weber nel 1998.

Il 10 giugno 1969 papa Paolo VI lo nominò vescovo di Graz-Seckau. Ricevette l'ordinazione episcopale il 28 settembre successivo nella duomo di Salisburgo dall'arcivescovo titolare di Vibo Valentia Andreas Rohracher, coconsacranti l'arcivescovo titolare di Monteverde Josef Schoiswohl e il vescovo di Gurk Josef Köstner. Dopo l'ordinazione, fu accolto nel duomo di Graz dagli applausi dei presenti, cosa non era comune allora in Austria.
Iniziò molto rapidamente ad attuare le decisioni del Concilio Vaticano II. Già nel 1969 istituì i consigli pastorali parrocchiali e nel 1970 avviò i lavori del consiglio pastorale diocesano. Nello stesso anno impiegò un teologo laico come assistente nella pastorale e nel 1971 incaricò una suora di reggere una parrocchia senza sacerdoti. Nel 1975 ordinò i primi diaconi permanenti sposati. Nel suo operare seguì sempre il principio delle tre fasi di vedere, giudicare, agire che aveva appreso all'Azione Cattolica. Esso venne formulato dal cardinale Joseph-Léon Cardijn, fondatore della Gioventù operaia cristiana, e accolto anche dalla costituzione pastorale conciliare Gaudium et spes.
Nel 1981 la giornata cattolica della Stiria ebbe luogo come "festa della fratellanza". Il 13 settembre 1983 papa Giovanni Paolo II visitò il santuario mariano di Mariazell, che si trova nella diocesi di Graz-Seckau. Nel 1993 organizzò la "giornata ecumenica della Stiria", alla quale parteciparono tutti i gruppi politici della Stiria. Nel 1996 organizzò il pellegrinaggio della diversità e l'anno successivo ospitò la "seconda assemblea ecumenica europea" a Graz. Istituì anche il centro culturale presso la chiesa dei minoriti a Graz, la World House e un servizio di consulenza telefonica dal 1974.
Dopo che nella primavera del 1995 emersero le prove secondo cui il cardinale Hans Hermann Groër aveva abusato sessualmente di un ex studente, Weber voleva che queste "accuse" venissero provate. Esse non diedero luogo a procedimenti giudiziari perché i fatti in questione erano prescritti.
Fu presidente della Conferenza episcopale dell'Austria dal 6 aprile 1995 al 30 giugno 1998. In seguito ne fu vicepresidente.
Dal gennaio del 1996 fece parte del "gruppo di San Gallo", un gruppo informale di chierici di alto rango e riformisti che si incontravano ogni anno a gennaio vicino a San Gallo, in Svizzera, per scambiarsi liberamente idee sulle questioni ecclesiastiche.
Il 14 marzo 2001 papa Giovanni Paolo II accettò la sua rinuncia al governo pastorale della diocesi per motivi di salute.
Fino al Natale del 2018 prestò servizio pastorale nelle parrocchie di San Leonardo, dell'Annunciazione e di Ragnitz a Graz. In seguito si trasferì nella casa di cura dei servi di Cristo nel quartiere Andritz di Graz, suo luogo natale.
Ricevette un dottorato onorario dall'Università di Graz nel 1984 e fu senatore onorario dello stesso ateneo dal 1994.
Nel 1988 la fratellanza KÖHV Carolina Graz lo premiò con l'anello "pro deo et patria".
Morì al LKH Graz II Standort West il 23 maggio 2020 all'età di 93 anni. Il 2 giugno fu allestita la camera ardente nel duomo di Graz. Le esequie si tennero il 3 giugno nel duomo di Graz e furono presiedute da monsignor Wilhelm Krautwaschl. Vi presero parte anche il cardinale Christoph Schönborn, l'arcivescovo Franz Lackner e altri vescovi, sacerdoti, diaconi, religiosi, rappresentanti di altre chiese e comunità religiose austriache, politici, parenti e amici. Al termine della celebrazione Leopold Städtler, compagno di ordinazione, ex vicario generale e decano dei sacerdoti della diocesi, presiedette il rito dell'ultima commendatio e della valedictio. Al termine del rito fu sepolto nella cripta dei vescovi del duomo. La celebrazione fu trasmessa in diretta da ORF 2 e ORF III.

## Opere
- Ich bin Optimist. Antworten junger Menschen. Fährmann, Wien 1970
- Bei den Leuten. Erlebnisse und Gedanken eines Bischofs. 4. Aufl. Styria, Graz u. a. 1994, ISBN 3-222-12191-5
- Eine gute Nachricht den Armen bringen. Dr.-Karl-Kummer-Institut f. Sozialpolitik u. Sozialreform in Steiermark, Graz 1995

## Genealogia episcopale
La genealogia episcopale è:
- Cardinale Scipione Rebiba
- Cardinale Giulio Antonio Santori
- Cardinale Girolamo Bernerio, O.P.
- Arcivescovo Galeazzo Sanvitale
- Cardinale Ludovico Ludovisi
- Cardinale Luigi Caetani
- Cardinale Ulderico Carpegna
- Cardinale Paluzzo Paluzzi Altieri degli Albertoni
- Papa Benedetto XIII
- Papa Benedetto XIV
- Papa Clemente XIII
- Cardinale Giovanni Battista Caprara Montecuccoli
- Vescovo Dionys von Rost
- Vescovo Karl Franz von Lodron
- Vescovo Bernhard Galura
- Vescovo Giovanni Nepomuceno de Tschiderer
- Cardinale Friedrich Johann Joseph Cölestin von Schwarzenberg
- Cardinale Maximilian Joseph von Tarnóczy
- Cardinale Johann Evangelist Haller
- Cardinale Johannes Baptist Katschthaler
- Arcivescovo Balthasar Kaltner
- Arcivescovo Adam Hefter
- Arcivescovo Andreas Rohracher
- Vescovo Johann Weber